# Видимир I
Видимир I (умер в 474, Италия) — король части остготов в Паннонии, правил в 469—474 годах.
Сын Вандалара, брат королей Валамира и Теодемира. В конце лета или начале осени 473 года группа Видимира, собрав урожай, покинула Паннонию и вторглась в Италию, однако потерпела там ряд поражений. Здесь же Видимир и умер в 474 году.